# Zazas

Emplacement de la langue Zaza (zazaki sur la carte) parmi les langues iraniennes.

Les Zazas (zazaki : Zaza, Kırd, Kırmanc, Dımili ou Şarê Ma) sont un peuple de l'est de la Turquie qui parle traditionnellement la langue zaza, une langue iranienne occidentale écrite en alphabet latin. Leur cœur se trouve dans les provinces de Tunceli et Bingöl, ainsi que dans certaines parties des provinces d'Elazığ, Erzincan et Diyarbakır. Les Zazas se considèrent généralement comme des Kurdes,,, et sont souvent décrits comme des Kurdes Zaza par les chercheurs.,,,,
Après le Coup d'État de 1980 en Turquie, de nombreuses minorités intellectuelles, dont les Zazas, ont émigré de Turquie vers l’Europe, l’Australie et les États-Unis. La plus grande partie de la diaspora Zaza se trouve en Europe, principalement en Allemagne,. Les endroits où le Zaza est parlé le plus intensément et où les Zazas vivent le plus densément sont Bingöl (dans tous les districts), Elâzığ (région de l'est, nord et sud), Diyarbakır (régions du nord et de l'ouest de Çermik, Çüngüş, Ergani, Eğil, Dicle, Lice, Hani, Kulp, Hazro), Şanlıurfa (districts de Siverek, Hilvan), Tunceli  (dans tous les districts), Muş (districts de Varto), Sivas (districts de Zara, Ulaş, Kangal), Adıyaman (districts de Gerger), Erzincan (districts de Central, Tercan, Çayırlı , Refahiye et occasionnellement dans d'autres districts), Batman (Batman, Kozluk), Bitlis (Mutki, Tatvan), Malatya (région orientale), Ardahan (deux villages de Göle), Aksaray (région d'Ekecik) et Erzurum (Hınıs, Tekman, Aşkale , Çat et occasionnellement d'autres quartiers),.

## Étymologie et dénomination
Selon Encyclopædia Iranica, l'endonyme Dimlī ou Dīmla dérive de la région de Daylam dans le nord de l'Iran, et apparaît dans les archives historiques arméniennes sous les formes delmik, dlmik, qui auraient été dérivées de l'iranien moyen *dēlmīk signifiant Daylamite. Parmi leurs voisins, les gens sont principalement connus sous le nom de Zāzā, qui signifiait «bègue» et était utilisé comme péjoratif. Hadank et Mckenzie attribuent l'abondance relative de sibilantes et d'affriquées dans la langue zaza pour expliquer l'étymologie sémantique du nom.

## Langue
La langue zaza fait partie des langues indo-européennes du sous-groupe des langues iraniennes. la langue Zaza est étroitement liée aux langues Talysh, Ancien azéri, Tati, Sangsari, Semnani, Mazandarani et Gilaki parlées sur les rives de la mer Caspienne et au centre de l'Iran,,,,,,. Le zazaki est classé par le SIL International comme une macro-langue, comprenant les variétés du dimli (ou zazaki du Sud) et du kirmanjki (ou zazaki du Nord).L'ethnologue et le glottologue considèrent également Zaza comme un macrolangage composé de deux langues distinctes.
Jost Gippert a déterminé que la langue zaza est très étroitement liée au parthe en termes de phonétique, de morphologie, de syntaxe et de lexique, et qu'elle partage de nombreux mots communs avec le parthe, et que le zazaki pourrait être un dialecte résiduel du parthe qui a survécu de l'époque du parthe jusqu'à aujourd'hui. En dehors de cela, la langue Zaza est similaire au moyen persan, la langue écrite de l’empire sassanide, en termes de structure linguistique et de vocabulaire,,.
Les linguistes et les chercheurs qui mènent des recherches sur le zaza et la langue zaza, tels que Friedrich Carl Andreas, Karl Hadank, Vladimir Minorski, David.N.Mackenzie, Artur Christensen et William Burley Lockwood, ont pu déterminer que la langue zaza est étroitement liée aux langues parlées dans la région historique de Daylam et donc ils ont estimé que les Zaza viennent de cette région historique,,,,.

L'iranologie (la science, entre autres, des langues iraniennes) dit que le zazaki est une langue autonome de la branche nord-ouest des langues iraniennes, dont font également partie les langues kurdes kurmanci et sorani. La langue zaza est encore souvent considérée aujourd'hui, pour des raisons politiques et culturelles, comme une langue kurde par certaines recherches et selon certains chercheurs les Zazas sont considérés comme des Kurdes,,, et sont décrits comme des kurdes par les chercheurs,,,,

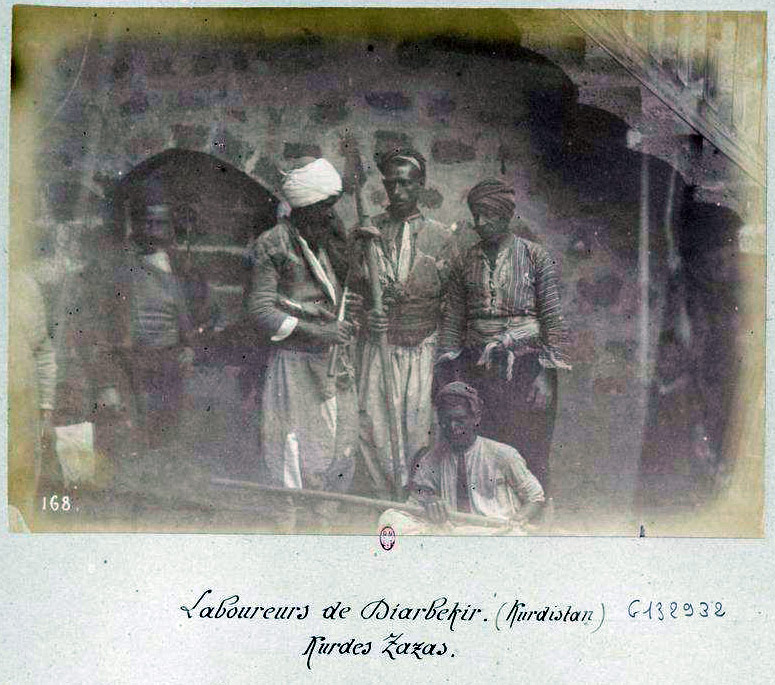
Laboureurs de Diyarbakır zazas (1881)

## Situation géographique et politique
Les Zazas sont traditionnellement présents à travers les régions montagneuses et les plaines du centre-est de la Turquie, d’Adıyaman, Aksaray, Bingöl, Tunceli, Erzincan, Diyarbakır, Elâzığ, Kayseri, Koçgiri, Mudki, Sarız, Sason, Sivas, Siverek et Varto-Hınıs. Les Zazas ont également migré dans le reste de la Turquie et en particulier dans les grandes conurbations. On compte de 3 à 5 millions de Zazas en Turquie. Ils sont linguistiquement apparentés au gorani. La diaspora zaza est présente dans plusieurs pays d'Europe (Allemagne, Autriche, Suisse, Pays-Bas, Belgique, France, Suède et Danemark), qui compteraient environ 300 000 Zazas. En France, la seule association zaza a son siège à Roanne; beaucoup de ses adhérents sont originaires de Bingöl. Le zazaki est la langue parlée par environ 2 à 3 millions de personnes dans le bassin du Haut Euphrate et du Tigre, en Anatolie orientale, bien que le nombre exact ne soit pas connu. L'ethnologue et le glottologue considèrent également Zaza comme un macrolangage composé de deux langues distinctes. Les endroits où le Zaza est parlé le plus intensément et où les Zazas vivent le plus densément sont Tunceli (dans tous les districts), Bingöl (dans tous les districts), Elazığ (région de l'est, nord et sud), Diyarbakır (régions du nord et de l'ouest de Çermik, Çüngüş, Ergani, Eğil, Dicle, Lice, Hani, Kulp, Hazro), Urfa (districts de Siverek, Hilvan), Muş (districts de Varto), Sivas (districts de Zara, Ulaş, Kangal), Adıyaman (districts de Gerger), Erzincan (districts de Central, Tercan, Çayırlı , Refahiye et occasionnellement dans d'autres districts), Batman (Batman, Kozluk), Bitlis (Mutki, Tatvan), Malatya (région orientale), Ardahan (deux villages de Göle), Aksaray (région d'Ekecik) et Erzurum (Hınıs, Tekman, Aşkale , Çat et occasionnellement d'autres quartiers).

## Religions et croyances

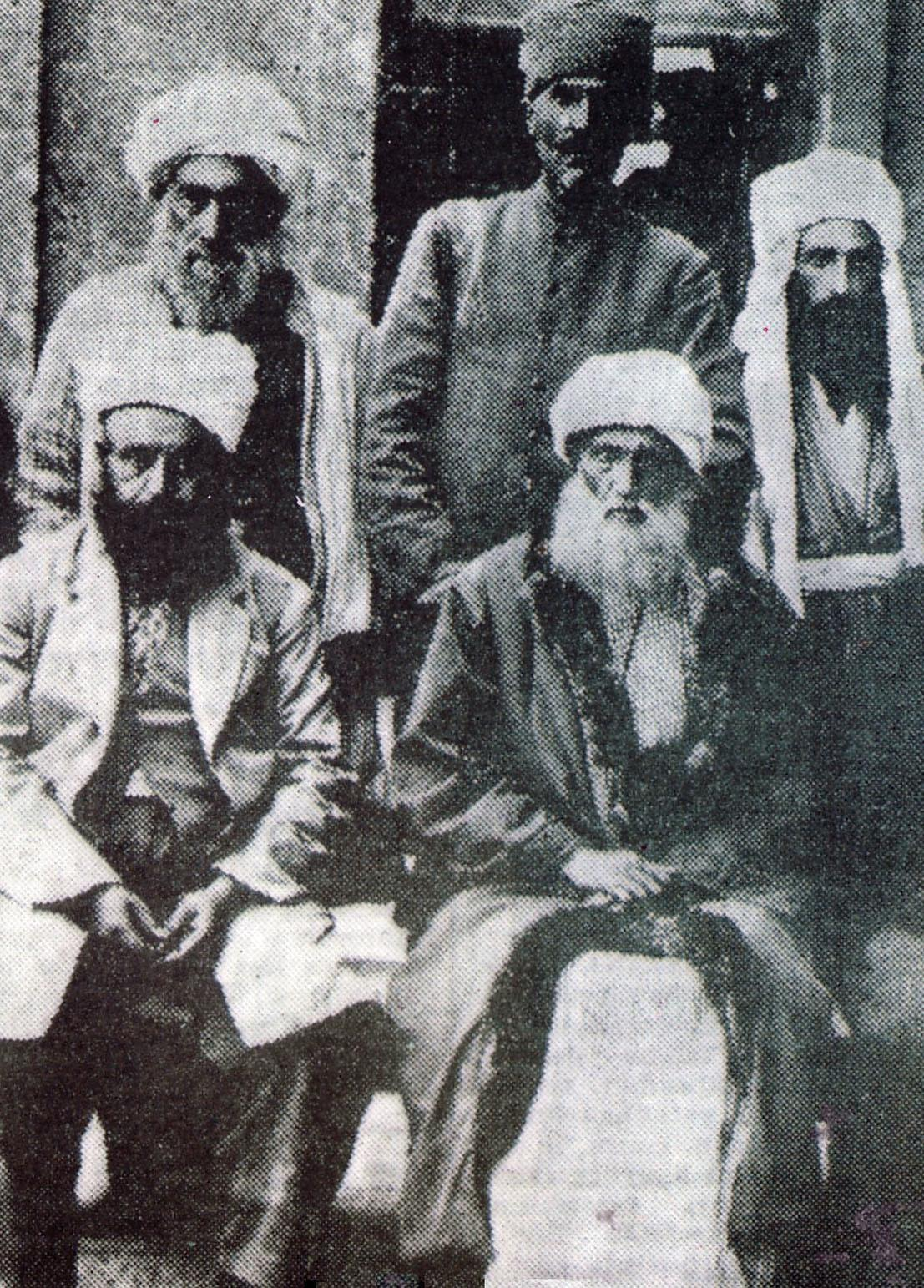
Les cheikhs : Sherif, Said, Kasim et Abdullah, en 1925.

Près des trois-quarts des Zazas sont de confession sunnite, le reste étant alévi. Les sunnites se partagent entre Shafii et Hanefi. Les Zazas alévis des tribus ethniques « Zaza de Dersim » sont installés dans les régions de Koçgiri (Zara, Kangal, Ulas, Divrigi), Varto-Hinis, une partie de Bingöl, Sariz (sous-préfécture de Kayseri). Les Zazas sunnites vivent à Elazig, Bingöl, Diyarbakir, Siverek, Adiyaman, Aksaray, Mudki et Sason. La différenciation entre Zazas alévis et Zazas sunnites (Hanefi ou Shafii) s'opère à travers l’accent et la culture. 

## Zazas célèbres
- Seyid Riza, chef de la révolte des Alévis de Dersim en 1937
- Nuri Dersimi, révolutionnaire, idéologue et vétérinaire
- Mikail Aslan, musicien, chanteur, compositeur
- Ahmet Aslan, musicien chanteur
- Ferhat Tunç, chanteur
- Ali Baran, chanteur
- Kamer Genç, député
- Kemal Kılıçdaroğlu, député et président du CHP
- Yusuf Hayaloğlu, poète
- Mahsun Kırmızıgül, chanteur
- Faruk İremet, auteur et journaliste
- Selahattin Demirtaş, député et co-président du Parti pour la paix et la démocratie (BDP) puis du Parti démocratique des peuples (HDP).
- Yasemin Şamdereli, actrice et réalisatrice
- Ali Haydar Kaytan (1952-), l'un des fondateurs et des principaux dirigeants du Parti des travailleurs du Kurdistan.
- Songül Öden, actrice.
- Mahmut Yildirim, agent du jitem (service secret) Turc
- Necati Şaşmaz, acteur.